# Maciej Wasilenko
Maciej Wasilenko (ur. 30 grudnia 1982) – polski piłkarz ręczny grający na pozycji rozgrywającego, oraz kołowego. Specjalizuje się w grze obronnej. Jest absolwentem SMS Gdańsk, po którego ukończeniu występował w Warmii Traveland Olsztyn. Reprezentował również barwy Wójcik-Meble Techtransu Elbląg. Aktualnie jest zawodnikiem Orkana Ostróda.